# Hříchy našich otců
Hříchy našich otců (v anglickém originále Dad Behavior) jsou 6. díl 28. řady (celkem 604.) amerického animovaného seriálu Simpsonovi. Scénář napsal Ryan Koh a díl režíroval Steven Dean Moore. V USA měl premiéru dne 20. listopadu 2016 na stanici Fox Broadcasting Company a v Česku byl poprvé vysílán 1. července 2017 na stanici Prima Cool.

## Děj
Homer při sestavování nábytku uvízne ve skříni. Zavolá tedy Barneymu, který mu doporučí novou aplikaci Opičáci pomocňáci, jež uživateli přidělí osoby, které za něj vykonávají požadované úkoly. Homer začne aplikaci používat na všechny nechtěné úkoly, později dokonce najme náhradního otce Bartovi – Matta Leinarta. Jelikož zanedlouho začne Homer na vztah Barta a Matta žárlit, najme si na krátkou dobu náhradního syna Tylera, se kterým se však pohádá a ten jej zařadí na černou listinu. Během hry Monopoly Bart zjistí, že se Matt řídí scénářem místo toho, aby se s ním přirozeně sblížil. Homer a Milhouse se sblíží při dolévání motorového oleje, kvůli čemuž začne žárlit Bart. 
Zatímco Homer hraje s Bartem videohru, je znuděný a přemýšlí nad Milhousem, kterého posléze vezme na ryby. Když si děda všimne, že Homer a Milhouse (kterého mylně považuje za Barta) rybaří, uvědomí si, že má ještě šanci být dobrým otcem. Žárlící Bart tedy navštíví Kirka v garáži a sblíží se s ním. Bart s Kirkem se vydají do Itchy a Scratchy Landu, kde se potkají s Homerem a Milhousem. Dvojice mezi sebou závodí na motokárách, poté však kvůli Kirkově selhání Bart z motokáry vyletí. Homer mu přispěchá na pomoc a omlouvá se mu. Bart ho osloví „tati“, což Homera potěší, a oba obnoví svůj vztah. Přestože Kirk přiznává, že jízda v motokáře s Bartem byla vrcholem jeho života, usmíří se s Milhousem. Všechny čtyři postavy odjedou ze zábavního parku a ukradnou dvě motokáry ze zábavního parku. 
Mezitím Homer tráví čas s dědou a dozví se, že čeká dítě se svou přítelkyní. Abe je nervózní, protože se domnívá, že Simpsonovic muži nejsou dobrými otci. Děda nakonec zjistí, že jeho přítelkyně otěhotněla s Jasperem, nikoliv s ním – zpočátku je v šoku, poté se mu však uleví. 

## Produkce
Jedná se o první díl Simpsonových, který napsal scenárista Ryan Koh, a zároveň je to první epizoda, kde Koh působil jako spoluvýkonný producent. 
V rozhovoru o své roli v této epizodě Matt Leinart uvedl, že je dlouholetým fanouškem seriálu a že to byla „jedna z věcí na seznamu přání. Dělat dabing Simpsonových je tak šílené.“

## Přijetí

### Sledovanost
Hříchy našich otců dosáhly ratingu 1,3 a sledovalo je 2,88 milionu lidí, čímž se staly nejsledovanějším pořadem toho večera na stanici Fox Broadcasting Company.

### Kritika
Dennis Perkins z The A.V. Clubu dal Hříchům našich otců hodnocení B−. Uvedl, že odcizení Barta a Homera nepůsobí závažně a důležitě. Podle jeho slov je díl snadno zapomenutelný, příběhu by prý prospělo více sázek.
Tony Sokol, kritik Den of Geek, ohodnotil díl čtyřmi a půl hvězdičkami z pěti s komentářem: „Epizoda je velmi vtipná, velmi chytrá a končí klasickou sekvencí… Ačkoli Simpsonovi v rodině žárlí často, v tomto díle si žárlivost udržela svou svěžest… Vrcholem dnešního večera bylo stoupající napětí ve scéně, kdy se Abe dozvídá o otci dítěte. (…) Strhující. Mrazivé. Nakonec osvobozující.“
Také samotný gaučový gag byl komentován recenzenty. Lucy Morrisová z Digital Spy měla pocit, že gaučový gag je ponurý a představuje zvláštní odklon od obvyklých úvodních sekvencí seriálu. Poznamenala také, že Bartovo získání ovladače bylo vítaným „stříbrným lemem“ vzhledem k četným traumatickým úmrtím jeho nejbližších rodinných příslušníků v rámci gaučového gagu. Caroline Westbrooková z deníku Metro měla také pocit, že sekvence byla „zatraceně ponurá“, ale poznamenala, že to nebyl první výrazně podivný gaučový gag v seriálu.